# Famine Monument

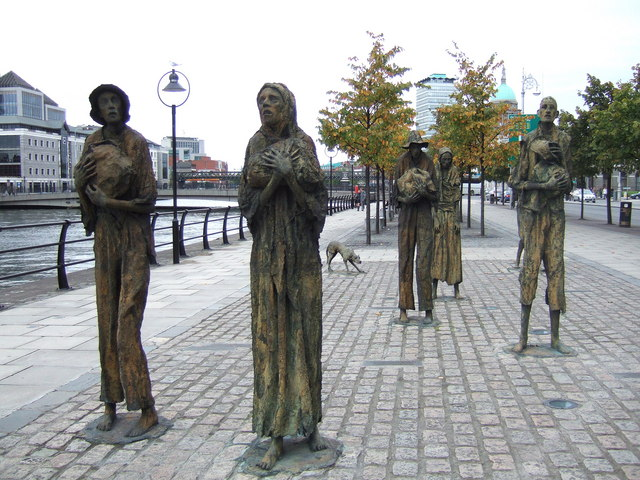
Famine monument

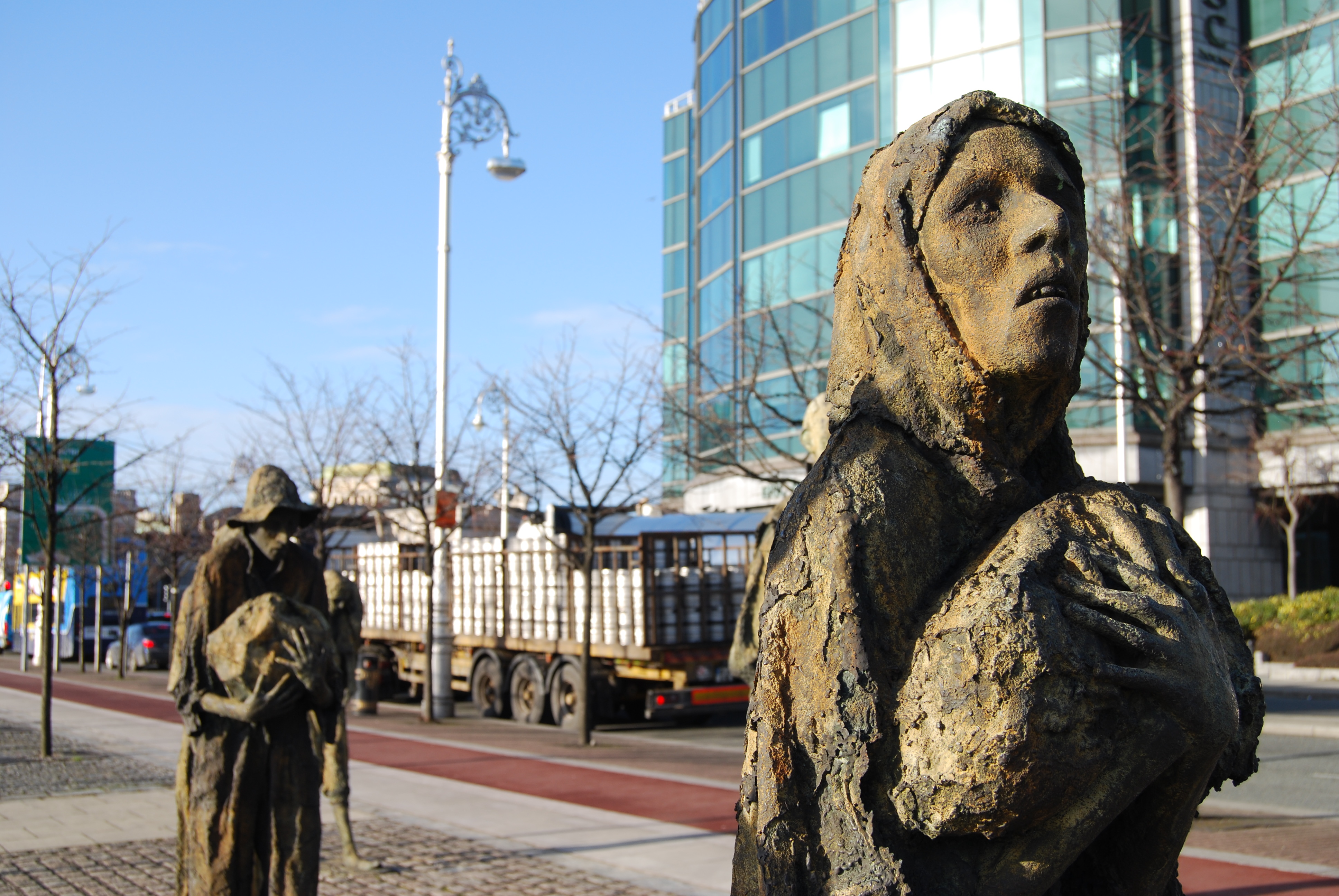
Teilansicht

Das Famine Monument in Dublin wurde zum Gedenken an die Große Hungersnot in Irland in den Jahren 1845 bis 1852 und weitere Hungersnöte, mit über einer Million Toten, errichtet. Es wurde von Rowan Gillespie aus Bronze geschaffen und im Jahr 1997 errichtet.
Das Monument befindet sich in der Nähe des Hafens am Custom-House-Kai, am Ufer der Liffey. Viele Betroffene waren im 19. Jahrhundert zur Auswanderung und damit zur Einschiffung nach Amerika gezwungen. Eine der ersten Gruppen dieser Auswanderer reiste im Jahr 1846 am Saint Patrick’s Day mit dem Viermaster Perseverance unter Kapitän William Scott vom Custom-House-Kai ab. Alle 210 Passagiere überlebten die Reise und kamen am 18. Mai 1846 in New York an.
Ein Gegenstück zu dem Dubliner Denkmal ist eine Figurengruppe Gillespies, die seit dem Jahr 2007 im Ireland Park in Toronto an die Ankunft von Hungerflüchtlingen aus Irland erinnert.